# Muzeum Pożarnictwa w Oseredku
Muzeum Pożarnictwa w Oseredku – obiekt muzealny w Oseredku, w gminie Susiec, poświęcony historii pożarnictwa, otwarty 26 października 2014 w specjalnie zaprojektowanym budynku, przylegającym do siedziby OSP w Oseredku, z inicjatywy st. ogniomistrza w st. spoczynku Jana Łasochy (1931-2015). W budynku zgromadzono kilkaset eksponatów technicznych, umundurowanie, a także plakaty, publikacje, dokumenty i czasopisma związane z działalnością straży pożarnej. 

## Historia muzeum
Inicjatorem powstania muzeum w Oseredku był Jan Łasocha, który w latach 1947-2002 pełnił funkcję naczelnika Ochotniczej Straży Pożarnej w Oseredku. Od roku 1967 Łasocha pełnił służbę w Zawodowej Straży Pożarnej w Tomaszowie Lubelskim. Tam też zaczął zbierać stary sprzęt strażacki, który stanowił początek jego kolekcji poświęconej historii pożarnictwa. Część zbiorów odkupiono od osób prywatnych lub ze złomowisk. Łasocha pozyskiwał także sprzęt pozostający w dyspozycji lokalnych struktur Ochotniczej Straży Pożarnej, często jako formę zapłaty za przeprowadzone remonty. Dzięki pomocy donatorów z kraju i z zagranicy z czasem zbiory wzbogaciły się o dokumenty i czasopisma, a także umundurowanie i uzbrojenie pozostające w dyspozycji strażaków. Początkowo zbiory Łasochy znajdowały się w garażach OSP w Oseredku, zaś w 2014 trafiły do specjalnie wybudowanego na potrzeby muzeum budynku.

## Budynek muzeum
Powstanie budynku muzeum było możliwe dzięki wsparciu ze strony Programu Rozwoju Obszarów Wiejskich, pozyskanemu przez Gminę Susiec. Wsparcie dla muzeum przekazały także samorządy powiatu tomaszowskiego i Związek Ochotniczych Straży Pożarnych Rzeczypospolitej Polskiej.

## Zbiory muzealne
Muzeum gromadzi historyczne pojazdy strażackie, umundurowanie i wyposażenie osobiste strażaków, a także sprzęt gaśniczy i publikacje o tematyce pożarniczej. Najstarszym eksponatem w zbiorach muzeum jest płaskorzeźba św. Floriana z 1735, ofiarowana w 2014 przez Franka Jahrausa, Komendanta Powiatowego Straży Pożarnych w niemieckim powiecie Freudenstadt.

## Działalność muzeum
Oprócz działalności ekspozycyjnej (wystawy stałej i wystaw czasowych) muzeum organizuje Powiatowe Zaduszki Strażackie, konkurs im. św. Floriana, a także lekcje muzealne. Od 2017 placówka uczestniczy w corocznej Nocy Muzeów.